# 433 Dywizja
433 Dywizja (niem. Division Nr. 433) – jedna z niemieckich dywizji zapasowych z czasów II wojny światowej.
Dywizję sformowano 1 czerwca 1943 r. we Kostrzynie nad Odrą na bazie oddziałów zapasowych 233 Rezerwowej Dywizji Grenadierów Pancernych, którą przeniesiono do Danii. Jednostka nadzorowała oddziały zapasowe i zapasowo-szkoleniowe. W styczniu 1945 r. została wysłana na front i została rozbita próbując bronić Pozycji Trzcielskiej. Jej resztki, które przedostały się za Odrę włączono do świeżo utworzonej Dywizji Raegener i walczyły do końca wojny.

## Skład
- 533. zapasowy pułk grenadierów
- 543. zapasowy pułk grenadierów
- 168. zapasowy pułk artylerii
- 9. zapasowy batalion rozpoznawczy
- 68 zapasowy batalion inżynieryjny
- 1. zapasowy i szkolny batalion budowlany
- 3. zapasowy i szkolny batalion kierowców
- 3. zapasowy i szkolny batalion budowlany
- 23. zapasowy i szkolny batalion motocyklowy

Dowódcy
- Generalleutnant Max Dennerlein (od 1943 do 8 grudnia 1944[1]
- Generalleutnant Vollrath Lübbe (od grudnia 1944 do 5 lutego 1945 r., gdy ranny dostał się do niewoli sowieckiej)[2].